# Kyōko Ayana
Kyōko Ayana (彩名杏子, Ayana Kyōko), née le 15 avril 1981 dans la préfecture de Kanagawa, Japon est une Idole japonaise de la vidéo pornographique qui a débuté en 2001. D'après Peter Payne, fondateur de J-List, le site de la culture populaire japonaise, Ayana revendique avoir « la plus vaste poitrine japonaise » avec 93 cm.
Il y a deux sortes de studios de films pornographiques au Japon: les « pros » et les « indies ». Les premiers travaillent avec Sof-Rin, la Japanese Software Morality Association. Sof-Rin édicte des règles sur ce qui peut ou pas être montré dans les vidéos pour adultes. D'après Payne, les « indies » ont plus de liberté et peuvent s'octroyer les meilleurs réalisateurs pour une production de meilleure qualité. Ayana a travaillé pour divers studios et a débuté avec des « indies » tels que Moodyz ou des marques plus réputées comme Alice Japan, KUKI, Cosmos Plan et TMA.

## Carrière

### Débuts
Kyōko Ayana débute dans le film pornographique en 2001. On la décrit comme « une fille timide aux seins bonnets F ». En 2004, trois ans après ses débuts dans l'industrie du film pornographique on la surnomme « La top idole de la vidéo pour adultes, ». D'après Peter Payne, fondateur du site culturel J-List, Ayana se serait déclarée « l'idole ayant la poitrine la plus généreuse de tout le Japon. ».
Son passe temps favori est de faire du shopping.
Il y a deux sortes de firmes du film pornographique au Japon : les « pros » et les « indiens ». Les pros travaillent en suivant les règles édictées par la Japanese Software Morality Association, encore appelée Soft-Rin, qui édicte les règles concernant ce qu'il est possible de montrer ou pas dans une vidéo pornographique. Aux dires de Payne, les « indiens » auraient plus de liberté pouvant ainsi recruter les meilleurs réalisateurs et mettre sur le marché de meilleurs produits. Ayana a travaillé pour différentes sociétés de production; essentiellement pour Moodyz mais également pour Alice Japan, KUKI, Cosmic Plan et TMA.

### Alice Japan (août à décembre 2001)
Ayana débute au mois d'août 2001 avec Alice Japan en interprétant Tawawa,. Cette vidéo ainsi que quelques autres comme Boobies (Septembre 2001) et TRY 1.2.3！, laissent transparaître la timidité de l'actrice,.
La quatrième vidéo d'Ayana la révèle faisant connaissance avec de nouvelles expériences sexuelles dont la masturbation.
Le DVD paru en décembre 2001, Memory of Love, est réalisé par Akira Takatsuki, le meilleur réalisateur de vidéo et photographe mettant devant son objectif des actrices à la poitrine généreuse. Cette vidéo tournée dans un style documentaire a trait à la vie sexuelle d'Ayana lorsqu'elle était élève du secondaire.

### Kuki (janvier à mars 2002)
Kôko Ayana est choisie pour être la vedette de la première vidéo, Big Breast Aliens, d'une série de trois produite par la firme et toutes réalisées par Hidehito Aki. Elle est mise en vente au mois de janvier 2002. « J'aime copuler avec les femmes » plaisante Kyôko Ayana au sujet de ce tournage.
Illusion of F-cup, édité au mois de février est axé sur le fétichisme des seins. Ces deux production initialement présentées sur deux bandes VHS sont ensuite réunies sur un seul DVD sous le titre The Idol Kyoko Ayana édité en avril 2002 par KUKI.

### Cosmos Plan (avril à décembre 2002)
Ayana se voit confier le rôle principal dans la vidéo, Waitress with Big Breasts qu'elle tourne pour Cosmos Plan en avril 2002. Au mois de mai elle est l'actrice, toujours avec Cosmos Plan, du premier film de la série Fallen Angel. Il s'agit d'une saga « hard » dans laquelle Ayana a pour partenaire son amie, l'actrice du film pornographique Kokoro Amano qu'elle retrouve en novembre 2000 dans Fallen Angel Ｘ 2002DX.
Le mois suivant, elle paraît aux côtés d'Ai Kurosawa, actrice de nombreuses fois primée, pour interpréter une série volumineuse intitulée Big Breasts 240 minutes.

### TMA (décembre 2003 à octobre 2004)
En décembre 2003, Ayana signe avec la société TMA mais, auparavant, tourne une série, toujours avec Ai Kurosawa, The Big and Extreme Breasts Premium II. Anna Ohura et Mai Haruna, deux autres actrices du genre, paraissent également dans cette collection. Son premier film pour TMA, Big Breast Fetish Angle/Kyoko Ayana est mis sur le marché en décembre 2003. Elle paraît encore dans la deuxième production de TMA basée sur du « cosplay », genre très prisé des Japonais.

## Filmographie (partielle)
| Titre de la vidéo,                                                   | Producteur Identification              | Réalisateur                   | Parution                        | Notes |
| -------------------------------------------------------------------- | -------------------------------------- | ----------------------------- | ------------------------------- | --- |
| TAWAWA たわわ                                                        | Alice Japan KA-2036 (VHS) DV-099 (DVD) | Kazuhito Kuramoto             | VHS: 31-08-2001 DVD: 22-11-2001 | |
| Boobies                                                              | Alice Japan KA-2041                    | Yuji Sakamoto                 | 28-09-2001                      | |
| Chicchi-moming チッチモミ                                            | Alice Japan KA-2044 (VHS) DV-119 (DVD) | Yuji Sakamoto                 | VHS: 30-10-2001 DVD: 08-02-2002 | |
| TRY 1.2.3!                                                           | Alice Japan KA-2047                    | Kazuhide Arai                 | 20-11-2001                      | |
| Cream Melon くりいむめろん                                           | Alice Japan DV-110                     | Yuji Sakamoto                 | 21-12-2001                      | Titre DVD de Boobies                                                                                                  |
| Memory of Love 恋の記憶                                              | Alice Japan KA-2050                    | Akira Takatsuki               | 25-12-2001                      | |
| The Big Breast Aliens the おっぱい星人                               | KUKI Vinl JF-689                       | Hideto Aki                    | 24-01-2002                      | |
| Kyoko Ayana Special 彩名杏子スペシャル                               | Alice Japan DV-126                     | Kazuhide Arai Akira Takatsuki | 22-02-2002                      | Compilation sur support DVD des films TRY 1.2.3! & Memory of Love                                                     |
| Illusion of F-cup fの淫妄                                            | KUKI Vinl JF-692                       | Hideto Aki                    | 23-02-2002                      | |
| Wet & Wild 濡らして、激しく                                          | KUKI Vinl JF-694                       | Hideto Aki                    | 19-03-2002                      | |
| Waitress with Big Breasts ウェイトレスは巨乳ちゃん                   | Cosmos Plan IG-73</center              | Kazuhisa Aizome               | 12-04-2002                      | |
| The Idol Kyoko Ayana The Idol 彩名杏子                               | KUKI JFD-014                           | Hideto Aki                    | 19-04-2002                      | Compilation sur support DVD des films The Big Breast Aliens, Illusion of F-cup, et Wet & Wild                         |
| Fallen Angel X 堕天使X                                               | Media Station Bazooka BZ-94            | Daimei Kurata                 | 12-05-2002                      | |
| Ultra Mix Kyoko Ayana ウルトラミックス                               | Cosmos Plan MDS-079                    | Kazuhisa Aizome Daimei Kurata | 27-07-2002                      | Compilation sur support DVD des films Waitress with Big Breasts & Fallen Angel X                                      |
| Pure ピュア                                                          | SOD SD-129                             |                               | 20-09-2002                      | |
| Fallen Angel Ｘ 2002DX 堕天使Ｘ 2002DX                               | Media Station Bazooka FX-62            | Daimei Kurata                 | 10-11-2002                      | Compilation sur support DVD de la série Fallen Angel X Avec Nao Oikawa, Kirari Koizumi, Kokoro Amano & Ryoko Mizusaki |
| Super High-Class Soap Lady 超高級ソープ嬢                            | SOD SDDM-220                           | Hideto Aki                    | 20-12-2002                      | |
| Big Breasts 240 minutes 巨乳240分                                    | Cosmos Plan MDS-112                    |                               | 20-12-2002                      | Compilation avec d'autres actrices                                                                                    |
| Cosmos 2002 FINAL DX 宇宙企画 2002 FINAL DX                          | Cosmos Plan FX-63                      | Asao Takai                    | 29-12-2002                      | Compilation avec plusieurs autres actrices                                                                            |
| Wild Thing 9 ワイルドシング 9                                        | Momotaro Wild Thing WI-41              | Kenji Hayami                  | 08-08-2003                      | |
| Cosplex コスプレックス５                                             | Momotaro CPX-018                       | Hiroa                         | 05-09-2003                      | |
| TMA The Big and Extreme Breasts Premium II 巨乳極乳プレミアム II     | TMA TWV-051 (VHS) 11ID-090 (DVD)       |                               | 12-12-2003                      | Compilation avec plusieurs autres actrices                                                                            |
| Face 65 フェイス 65                                                  | Audaz Face FAD-065                     |                               | 19-12-2003                      | |
| Big Breast Fetish Angle/Kyoko Ayana 巨乳フェチアングル 彩名杏子      | TMA TWV-049 (VHS) 11ID-087 (DVD)       |                               | 20-12-2003                      | |
| Perfect Capture 15 完全攻略１５                                      | KMP RMILD-106                          | Hideto Aki                    | 26-12-2003                      | |
| Super Angle of Manko 超-股間のアングル                               | Wanz Factory SA-133                    |                               | 01-01-2004                      | |
| For the Best Onanie 最高のオナニーのために                           | Moodyz Killer MDED-166                 | Hideto Aki                    | 15-01-2004                      | |
| Cos-Play/ Kyoko Ayana 彩名杏子 コスプレ                              | TMA TWV-062 (VHS) 12ID-006 (DVD)       |                               | 30-01-2004                      | |
| Digital Mosaic Vol.030 デジタルモザイクVol.030                       | Moodyz Killer MDED-180                 | Tadanori Usami                | 15-02-2004                      | |
| Instinct/ Kyoko Ayana 本能 彩名杏子                                  | TMA TWV-067 (VHS) T28003 (DVD)         |                               | 27-02-2004                      | |
| Virtual Soap バーチャル☆ソープ                                       | Kasakura Publishing CAV41-01           |                               | 09-04-2004                      | |
| The Charismatic Idol BEST COLLECTION カリスマアイドルBEST COLLECTION | TMA TWV-082 (VHS) 12ID-029 (DVD)       |                               | 07-05-2004                      | Compilation avec plusieurs autres actrices                                                                            |
| NONSTOP / Kyoko Ayana NONSTOP 彩名杏子                               | TMA TWV-085 (VHS) 12ID-031 (DVD)       |                               | 21-05-2004                      | Compilation de scènes tirées de vidéos précédentes de TMA                                                             |
| The Love Stories                                                     | Momotaro TNKD-18                       |                               | 28-05-2004                      | |
| NONSTOP Uniform Idol 4 Hours NONSTOP制服アイドル4時間                | TMA 12ID-047                           |                               | 06-08-2004                      | Compilation avec plusieurs autres actrices                                                                            |
| COSMOS Tied-up AngelDX 宇宙企画緊縛天使DX                            | Cosmos Plan FX-077                     | Masaru Yamanishi              | 12-09-2004                      | Compilation avec plusieurs autres actrices                                                                            |
| Special Hand Held Camera Shooting こだわりのハメ撮り                 | TMA 12ID-066                           |                               | 15-10-2004                      | Compilation avec plusieurs autres actrices                                                                            |
| Action! Huge Tits Girls 4Hours!! 2 悶絶！爆乳娘4時間！！2            | Alice Japan DV-497                     |                               | 15-07-2005                      | DVD-collection des films de 4 actrices dont Tawawa                                                                    |
| Ultimate Reverse Soap! 究極昇天☆逆ソープ！                           | Kasakura Publishing NOV-8362           | Rio Kubo                      | VHS:21-04-2006 DVD:28-04-2006   | Compilation avec plusieurs autres actrices                                                                            |

## Sources
- « 彩名杏子 (Ayana Kyoko - Moodyz profile and filmography) », Moodyz (consulté le 20 mars 2008) (ja).
- « Ayana(Kyoko Ayana) », AV Idol Directory (consulté le 3 février 2011) (en).
- « 彩名 杏子 - Ayana Kyouko », 'Web I-dic' (Idol Dictionary) (consulté le 9 juin 2007) (ja).
- « 彩名杏子の部屋へようこそ (Ayana Kyouko no Heya e Youkoso (Video Idol Interview) » [archive du 27 mai 2007], 'Web I-dic' (Idol Dictionary) (consulté le 9 juin 2007)(ja)
- [« Kyōko Ayana » (présentation), sur l'Internet Movie Database
- Payne, Peter « 4 HOURS of Kyoko Ayana (DVD review) », jmate.com (consulté le 9 juin 2007)(en).